# Лазерное оружие
Лазерное оружие — оружие, которое использует в качестве поражающего средства или элемента лазерные лучи. Прототипы лазерного оружия разрабатываются различными государствами и компаниями с 1960—1970-х годов.

## Виды лазерного оружия
- Лазерное оружие, предназначенное для прямого уничтожения целей
- Лазерное оружие ограниченного поражающего действия
- Ослепляющее лазерное оружие
- Лазерное оружие иного действия

### Лазерное оружие, предназначенное для прямого уничтожения целей
Лазерное оружие, предназначенное для прямого уничтожения целей, создать довольно проблематично из-за большого количества энергии, необходимого для разрушения элементов конструкции или нарушения работоспособности внутренних радиоэлектронных систем цели.
По этой же причине пока довольно проблематично создать лазерное оружие небольшого размера, ручное, в основном из-за больших размеров необходимых элементов питания, изготавливаемых на основе ныне существующих технологий.
В связи с этим, основным направлением современных разработок лазерного оружия, предназначенного для прямого уничтожения целей, являются крупные мобильные и стационарные системы наземного, морского и воздушного базирования.

### Лазерное оружие ограниченного поражающего действия
Направленный лазерный луч способен обуглить верхние слои кожи человека, прожечь и(или) воспламенить одежду или например баки с горючим и т.д. Яркий пример - китайская винтовка ZKZM-500. При этом ожог от лазерного луча будет крайне болезненным(по заявлениям компании разработчика винтовки ZKZM-500), что помешает преступнику оказывать сопротивление при попадании в него лазерного луча. При этом оружие считается не летальным т.к. не прожигает тело насквозь и не поражает жизненно-важные органы.

### Ослепляющее лазерное оружие
Более простым является путь создания лазерного оружия, основным предназначением которого является ослепляющее действие на органы зрения личного состава противника, а также на оптические системы наведения или распознавания вооружений и боевой техники, для поражения которых требуется гораздо меньше энергии.
Действие ослепляющего лазерного оружия на живую силу противника достигается за счёт направленного луча лазера красного или зелёного цвета, вызывающего временное ослепление и психологическое воздействие, приводящие к неспособности человека выполнять координированные (осознанные) действия, тем самым снижая его боеспособность и препятствуя его продвижению вперёд.
Яркий свет лазера, развёрнутый в линию и сканирующий по местности, создаёт эффект световой завесы, не позволяя снайперам противника вести прицельную стрельбу, а в ряде случаев и визуальное наблюдение через оптические приборы.
В соответствии с нормами по безопасности Международной электротехнической комиссии, мощность лазерного источника должна находиться между двумя пределами. Верхний предел ограничивает максимальную мощность воздействия, не приводящую к ожогам и необратимым последствиям для глаз (2,5 мВт/см2), нижний предел (менее 1 мВт/см2) определяет мощность, достаточную для достижения временного ослепляющего воздействия.
Для защиты сетчатки глаза от поражения маломощными лазерами на малом расстоянии возможно снабжать лазерные излучатели измерителями расстояния, автоматически снижающими мощность излучения или отключающими излучатель.
Слепящие лазеры (в США и Европе этот класс оружия носит название «dazzler») используются как оружие несмертельного действия.

### Лазерное оружие иного действия
Помимо собственно уничтожения целей или ослепления, разрабатываются лазерные системы для других видов нелетального воздействия, а также для дистанционного разминирования (ZEUS-HLONS).
Одним из самых необычных образцов нелетального лазерного оружия является разработанный для армии США прототип акустической лазерной пушки, при работе которой два различных вида лазеров за счёт дистанционного создания облака плазмы могут оказывать светошумовое воздействие на расстоянии в десятки километров.
Дополнительно, портативные лазеры могут использоваться для подачи сигналов предупреждения, бедствия, как средство обмена информацией, при ведении разведывательных операций, за счёт узконаправленного излучения на больших расстояниях.

## Основные принципы боевого применения

### Военные преимущества
Лазерное оружие могло бы иметь несколько основных преимуществ над традиционным оружием:
- Лазерные лучи распространяются со скоростью света, поэтому нет необходимости учитывать движение цели и применять упреждение при стрельбе на расстояния менее 300 тыс. км. Следовательно, уклониться от лазерного «выстрела» в подавляющем большинстве случаев невозможно. В условиях наземного и воздушного боя уклониться от облучения лазерным лучом вообще невозможно.
- На лазерный луч не оказывает влияние гравитация планеты (напр. Земли) (в ближних окрестностях чёрных дыр и др. очень массивных объектов траектория лазерного луча всё же искривляется, правда, бои едва ли там будут вестись).
- Лазер может менять конфигурацию фокусировки на активной области, которая может быть намного меньше или больше по сравнению с размерами поражающего элемента кинетического (напр. огнестрельного) оружия.
- «Боекомплект» лазера зависит только от источника энергии.
- Поскольку свет имеет практически нулевой «импульс энергии» (точнее, отношение импульса фотона к его энергии равно {\displaystyle 1/c}), у лазера нет ощутимой отдачи.
- Диапазон использования лазерного оружия намного превосходит диапазон традиционного (кинетического, баллистического и реактивного) оружия, но зависит от атмосферных условий и мощности источника энергии.

### Недостатки использования

#### Рассеяние
Лазерный луч вызывает в воздухе плазменный канал при плотности энергии около мегаджоуля на кубический сантиметр. Эффект рассеяния приводит к потере лазером фокуса и рассеянию энергии в атмосфере. Значительное рассеяние наблюдается в тумане, дыме и плазменных облаках.

#### Испарение материала цели
Другая проблема с военными лазерами заключается в испарении материала с поверхности цели, который затеняет цель.

#### Высокое энергопотребление
Одна из главных проблем лазерного оружия (как и любого иного оружия направленной энергии) состоит в высоком энергопотреблении.

#### Абсорбция луча
см. Абсорбция

#### Отсутствие возможности непрямого огня
В отличие от артиллерийских пушек, способных вести огонь по навесной траектории, то есть "перебрасывать" снаряд через стену, холм и т.д., лазерное оружие не может выполнять подобных задач. Как возможный вариант решения этой проблемы — некий корректор в виде зеркала на летательном или наземном подвижном аппарате

#### Лёгкий способ противодействия световому излучению
Использование светоотражающих элементов (зеркал) может сделать применение лазера бесполезным. Они смогут без проблем отразить лазерный луч, как любой другой свет, независимо от его мощности.
Технику будет довольно легко оснастить такой зеркальной бронёй. С пехотой могут возникнуть проблемы, что увеличит стоимость производства.
Для полной защиты от вражеского огня придётся сделать зеркала (светоотражающие элементы) неломаемыми или покрыть их слоем брони, который лазер, вероятно, сможет расплавить, но тут же отразится от отражающего слоя.

## Разработки
В настоящее время ведутся разработки новых технологий изготовления лазерного оружия для применения его в научных экспериментах, а также для боевого применения.

### СССР и Россия
С середины 1950-х годов в СССР осуществлялись разработка и испытание лазерного оружия высокой мощности как средства непосредственного поражения целей в интересах стратегической противокосмической и противоракетной обороны. Среди прочих были реализованы программы «Терра» и «Омега». Испытания лазеров осуществлялись на полигоне Сары-Шаган (ПВО, ПРО, ПКО, СККП, СПРН) в Казахстане. После распада Советского Союза работы на полигоне Сары-Шаган были остановлены.
Второй прототип А-60 позднее был перебазирован на территорию России и, по некоторым сведениям с 2011 года задействован в программе «Сокол-Эшелон», одним из участников которой является концерн «Алмаз-Антей», а целью — разработка лазерного комплекса противодействия космическим средствам наблюдения. По информации РИА Новости, испытания лазерной пушки на нём проходили с 2009 по 2011 год, потом были приостановлены. В 2016 году самолёт снова проходил испытания с целью доработки под установку лазерного оружия в рамках работы над лазерной установкой «Скиф-Д».
По некоторым сведениям, с 1980 по 1985 годы на вспомогательном судне Черноморского флота «Диксон» проводились испытания лазерной установки МСУ, созданной по проекту «Айдар» и предназначенной для базирования в космосе и уничтожения спутников. По другим данным, позднее, в 1987 году, на ракете-носителе «Энергия» был запущен макет космической лазерной боевой платформы Скиф-ДМ.
1 марта 2018 года президентом России Владимир Путин в ходе послания Федеральному собранию анонсировал создание лазерного комплекса, позднее получившего название «Пересвет».
- Советские разработки в сфере лазерного оружия, стационарные и самоходные боевые лазерные установки (иллюстрации на основе данных РУМО США)

#### Ослепляющее лазерное оружие
В Советском Союзе в 1979—1982 годах были созданы военные экспериментальные ослепляющие самоходные комплексы «Стилет» и «Сангвин», а в 1992 году прошёл государственные испытания и был рекомендован к постановке на вооружение комплекс 1К17 «Сжатие». Главный конструктором боевых лазерных установок был Н. Д. Устинов.
В 1984 году в СССР был разработан и создан опытный образец космического «лазерного пистолета», предназначенного в первую очередь для использования на орбитальных станциях и противодействия оптическим системам разведывательных спутников..
В РФ ослепляющие спецсредства приняты на вооружение МВД и выпускаются серийно. Примером является изделие «ПОТОК» производства НПО «Специальных материалов».

### США
Идея использования лазерного оружия для перехвата ракет рассматривалась в США ещё в рамках широко известной программы «Звёздных войн» — программы СОИ (1980-е).
- HEL MD (Boeing, Lockheed Martin и Northrop Grumman)
- MEHEL (Lockheed Martin и Orbital ATK)
- HELLADS (General Atomics и Lockheed Martin)
- YAL (Boeing, TRW, Lockheed)

Дирекция направленной энергии (Directed Energy Directorate) — помимо выполнения функций Центра передового опыта ВВС в области высокомощных микроволновых технологий, также является Центром экспертизы Министерства обороны США по разработке лазеров всех типов.  (входит в Air Force Research Laboratory, подразделения Командования материального обеспечення Военно-воздушные силы США - Air Force Materiel Command)
«Соединенные Штаты близко подошли к разработке и внедрению оружия направленной энергии, обладающего огромным потенциалом», - заявил  зампредседателя Комитета начальников штабов ВС США генерал Джон Хайтен в 2021 году

#### Boeing
Один из самых известных проектов лазерного оружия — это разработанный в рамках создания системы National Missile Defense химический лазер авиационного базирования, размещенный на самолёте Boeing YAL-1, предназначенный для перехвата ракет.
Позднее была начата разработка программы HEL MD. С 18 ноября по 10 декабря 2013 года на полигоне в штате Нью-Мексико прошли испытания боевого мобильного лазера (High Energy Laser Mobile Demonstrator — HEL MD) мощностью 10 кВт. Во время испытаний установка уничтожила более 90 артиллерийских мин и несколько беспилотников. В 2014 году были проведены успешные испытания в сложных погодных условиях; Видеоролик об установке "Boeing Directed Energy: Blasting Targets at the Speed of Light" на YouTube был опубликован 11 августа 2015 года. 

3 августа 2015 года на учениях «Black Dart» при помощи системы Compact Laser Weapon System (CLWS) разработки Boeing лазером мощностью 2 кВт был успешно сбит беспилотный летательный аппарат; ролик о системе «Boeing’s Compact Laser Weapons System: Sets Up in Minutes, Directs Energy in Seconds» на YouTube опубликован 27 августа 2015 года.

#### Northrop Grumman Corporation
Также в рамках создания системы National Missile Defense в конце 90-х годов совместно с оборонным ведомством Израиля разработала химический лазер системы противоракетной обороны Nautilus, также известный, как THEL (англ. Tactical High-Energy Laser). К 2008 году выпустила модернизированный вариант системы под названием «Skyguard».
Разработкой лазерного оружия для военно-морского флота занимается входящий в Northrop Grumman Corporation сектор Directed Energy Systems. 6 апреля 2011 года испытания её разработок проходили на списанном эсминце типа «Спрюэнс» Paul F. Foster. Помимо прототипа морского боевого лазера Northrop Grumman Corporation разработала ряд твердотельных устройств наземного базирования.
В октябре 2019 года появилась информация о том, что изделие "Northrop Grumman" мощностью до 150 кВт, предназначенное для поражения беспилотных аппаратов и небольших судов, планируется к установке на USS Portland (LPD-27), на который в 2018 году устанавливалось устройство LaWS разработки NAVSEA.

#### Lockheed Martin
В 2012 году компания «Локхид-Мартин» (Lockheed Martin) официально представила прототип компактной наземной системы ПВО ADAM (Area Defense Anti-Munitions). Система испытывалась в 2012 и 2013 году для борьбы с небольшими беспилотными летательными аппаратами и ракетами на расстоянии в 1,5—2 км, и в 2014 году против моторных лодок.
В марте 2017 года «Локхид-Мартин» испытала новый боевой лазер, мощность которого по проекту составляет 60 кВт. Во время испытаний измеренная мощность лазерного луча новой установки составила 58 кВт. Состоявшиеся испытания были признаны завершающими в проекте разработки лазерного оружия, создаваемого по контракту Армии США. Технология, использованная в новой установке, по данным «Локхид-Мартин», позволяет в среднем на 50 % сократить расход энергии, по сравнению с твердотельными лазерами..

#### DARPA
В середине 1980-х казёнными исследовательскими учреждениями США под эгидой Агентство по перспективным оборонным научно-исследовательским разработкам Министерства обороны США (DARPA) и компаниями западногерманской военной промышленности была начата совместная программа в рамках НАТО по разработке тактических систем войсковой ПВО/ПРО с боевыми лазерными установками на самоходных носителях (программа HEL, High-Energy Laser). При этом в данной сфере Министерство обороны США предпочитало занимать равноудалённую позицию стороннего наблюдателя, рассчитывая в случае успеха указанных проектов сделать выбор в пользу закупок иностранных комплексов, нежели инвестировать баснословные средства в лазерные комплексы национальной разработки
В начале 2014 года DARPA испытало установку «Экскалибур» (Excalibur). Она включает в себя 28 волоконных лазеров, объединённых в систему, которая способна фокусировать луч на расстоянии, превышающем 7 километров. Каждый элемент обладает излучающей мощностью в 10 Вт. Они объединены в блоки по 7 штук. Диаметр такого блока составляет 10 сантиметров. Их общее количество и мощность можно наращивать простым соединением. Эксперименты DARPA показали эффективность масштабируемого лазера с набором излучателей. «Экскалибур» использует особый алгоритм оптимизации лазерного излучения и в течение считанных миллисекунд корректирует параметры лазерного луча, компенсируя турбулентность атмосферы. В течение трёх лет планируется довести мощность до 100 кВт, которых будет достаточно для уничтожения ракет, снарядов, БПЛА, поражения живой силы. Кроме того, такую систему можно будет совместить с существующими платформами: вертолётами, самолётами, кораблями, бронетехникой. Разработчики ожидают, что волоконно-оптический лазер будет в 10 раз легче и компактнее текущих опытных твердотельных лазерных систем.
Компания General Atomics Aeronautical Systems по заказу DARPA работает над созданием лазерной системы защиты самолётов от ракет различных классов на базе системы High Energy Liquid Laser Area Defense System.

#### Командование морских систем ВМС США (NAVSEA)
8 апреля 2013 года ВМС США заявили о планах оснащения в 2014 году боевых кораблей лазерами, способными поражать беспилотные летательные аппараты и мелкие суда. При этом на YouTube-канале «U.S. Navy» в тот же день было выложено официальное видео c испытаний 30 июля 2012 года в Сан-Диего на борту USS Dewey (DDG-105) созданного исследовательской лабораторией Командования морских систем ВМС (англ. Naval Sea Systems Command) (NAVSEA) лазера LaWS (Laser Weapon System). В конце 2014 года первая боевая лазерная установка по этому проекту развернута на корабле ВМС США USS Ponce в Персидском заливе.
По сообщениям CNN в июле 2017 года, система прошла успешные испытания.

#### Raytheon
Компания «Raytheon» создала боевой лазер для оснащения вертолётов AH-64 «Apache» по заказу Министерства обороны США. 26 июня 2017 года она сообщила об успешных испытаниях системы на ракетном полигоне в Уайт-Сэндз. Кадры с испытаний можно увидеть в ролике, размещённом компанией на YouTube 6 июня 2017 года.

#### Ослепляющее лазерное оружие
Самым известным ослепляющим лазером в США можно считать разработанную Министерством обороны лазерную винтовку PHASR.
Для нужд армии и полиции компанией LE Systems разработана система CHPLD (Compact High Power Laser Dazzler).

### Китай
Согласно некоторым публикациям, лазер мощностью 10 кВт, способный сбивать беспилотные летательные аппараты, разработан при участии Китайской Академии технической физики.

Позднее лазерные установки Low Altitude Guard II мощностью 30 и Silent Hunter мощностью 50-70 кВт были представлены Китаем на международных выставках в ЮАР и Объединённых Арабских Эмиратах соответственно.
В июле 2018 года специалисты китайского Института оптики и высокоточной механики закончили разработку лазерной штурмовой винтовки ZKZM-500, которая классифицируется как нелетальная, но может быть использована и как зажигательная, и для нанесения телесных повреждений противнику. Радиус действия оружия 800 метров, длительность выстрела 2 сек., количество выстрелов на одном заряде аккумулятора более 1000. В настоящее время ведутся заключительные работы по подготовке производства нового вида оружия и она, новая винтовка ZKZM-500 уже скоро окажется на вооружении спецподразделений китайской полиции, ориентированных на проведение антитеррористических операций.
Ослепляющее лазерное оружие
В Китае одним из самых известных образцов является лазерная винтовка ZM-87, производство которой прекращено в 1995 году, поскольку её мощность превышает максимально допустимую согласно «Конвенции о запрещении или ограничении применения конкретных видов обычного оружия, которые могут считаться наносящими чрезмерные повреждения или имеющими неизбирательное действие».
Позднее Китай разработал целый ряд образцов ослепляющего оружия, таких как BBQ-905, WJG-2002, PY131A, PY132A.
В сухопутных войсках КНР стоит на вооружении боевой танк Тип 99, который оснащается лазерной системой JD-3. Определив источник излучения (прицельного комплекса противника), установленный на танке, лазер ослепляет систему наведения противотанковой ракеты или оператора. Танк принимал участие в широкомасштабных учениях.

### Великобритания
В 2016 году Министерство обороны Великобритании заключило контракт на разработку корабельной лазерной системы «Dragonfire» с консорциумом, в который входят MBDA, QinetiQ, Leonardo-Finmeccanica, GKN, Arke, BAE Systems и Marshall Aerospace and Defence Group.
Ослепляющее лазерное оружие
В Великобритании в 2011 году очередной прототип нелетального лазера был разработан компанией BAE Systems для защиты моряков от пиратов.
Для вооруженных сил компанией Thales разработана система GLOW (Green Light Optical Warner) допускающая различные варианты крепления включая планку Пикатини.

### Франция
Французская кораблестроительная компания «DCNS» разрабатывает программу «ADVANSEA» в ходе которой планируется создать к 2025 году полностью электрифицированный боевой надводный корабль с лазерным и электромагнитным вооружением.
Комания CILAS совместно с Генеральной дирекцией по вооружению (DGA) и ВМС Франции 7 июля 2021 года провела демонстрацию лазерной системы HELMA-P (High Energy Laser for Multiple Applications - Power) мощностью 2 кВт. Система была разработана в период с 2017 по 2019 год совместно компаниями CILAS и Ariane Group. Система продемонстрировала возможности по уничтожению дронов.

### Германия
В ноябре 2011 года немецкая компания «Rheinmetall» в Швейцарии продемонстрировала перехват беспилотного самолёта лазерной системой на бронетранспортёре, разработанной её подразделением Rheinmetall Defence. В 2013 году были продемонстрированы образцы системы HEL сразу на трёх различных шасси — на бронетранспортёрах M113 («Mobile HEL Effector Track V» мощностью 1 кВт) и GTK Boxer («Mobile HEL Effector Wheel XX» мощностью 5 и 10 кВт) а также на восьмиколёсном грузовике Tatra («Mobile HEL Effector Container L» мощностью 20 кВт). В 2016 году на Youtube появился рекламный ролик модульной установки «Rheinmetall High-energy laser effectors HEL», включающий кадры демонстрации систем в 2013 году.
С 2006 года разработкой боевых лазеров занимается немецкое подразделение европейской компании MBDA. На испытательном полигоне в Шробенхаузене были проведены испытания установки мощностью 20 кВт, уничтожающей беспилотник на расстоянии в 500 метров за 3,39 секунды.
С 2020 года «Rheinmetall» и немецкое подразделение MBDA принимают совместное участие в разработке лазерного комплекса для ВМФ Германии. Испытания комплекса в 2021 году проходили на полигоне в  Унтерлюссе, а с июля 2022 года на борту головного фрегата проекта  «Саксония».  Система изначально позиционируется как средство для защиты от дронов и скоростных катеров, а при доработке с увеличением мощности также от миномётных снарядов и управляемых ракет.

### Израиль
14 апреля 2022 года Армия обороны Израиля провела испытания наземного лазерного оружия прямого поражающего действия. Система получила название «Световой щит». На полигоне лазерная система высокой мощности (ЛСВМ) (HPLS) поразила различные бомбы, ракеты и беспилотные летательные аппараты на сложных дистанциях. Эти испытания являются одними из первых в мире случаев использования такого рода оружия. Министр обороны Израиля отметил, что в ближайшее время оно будет интегрировано в систему противоракетной обороны «Железный купол» в качестве дополнительного вида оружия.

### Применение
Использование лазеров в военных целях впервые санкционировано в период Фолклендской войны премьер-министром Великобритании Маргарет Тэтчер на военных кораблях для противодействия пилотам ВВС Аргентины.
В разное время аналогичные системы устанавливались на боевые самолёты, корабли, танки, ручное огнестрельное оружие — в том числе и в виде вкладыша в подствольный гранатомёт, или использовались в виде отдельного устройства.
Система GLOW применялась британскими войсками в Афганистане.
Армией США в Ираке и Афганистане применялись в качестве ослепляющих не только соответствующие спецсредства, но и лазерные целеуказатели GBD-III, имеющие принципиально другое назначение. Результатом ошибочного использования подобных средств стало в том числе и ослепление солдат самой армии США.
Также в США считают, что ослепляющий лазер неустановленной мощности был применён против вертолёта «Sea King» канадских ВВС с офицером ВМС США на борту 4 апреля 1997 года с российского балкера «Капитан Ман». Предположительно это было сделано для противодействия попыткам фотосъёмки корабля, который по мнению США выполнял разведывательные задачи. Этот эпизод известен, как «Инцидент с лазером в проливе Хуан-де-Фука». Однако в процессе последовавшего за инцидентом обыска корабля, официально принадлежавшего ОАО «Дальневосточное морское пароходство» и имевшего портом приписки Владивосток, лазер обнаружен не был.

## Международное право
В соответствии с «Дополнительным протоколом IV Конвенции о запрещении или ограничении применения конкретных видов обычного оружия, которые могут считаться наносящими чрезмерные повреждения или имеющими неизбирательное действие» (Вена, октябрь 1995), запрещено использование лазерного оружия, специально предназначенного для использования в боевых действиях исключительно или в том числе для того, чтобы причинить постоянную слепоту органам зрения человека, не использующего оптические приборы.
Данный запрет не распространяется на лазерное оружие, вызывающее временное ослепление. Одним из видов его применения является пресечение преступных действий, направленных против сотрудников МВД и специальных подразделений, выполняющих свои обязанности по защите правопорядка и при захвате правонарушителей. Применение подобного оружия при самообороне обеспечивает малую степень риска для здоровья и жизни обороняющегося.
В декабре 2017 года применение лазерного оружия, вызывающего постоянную слепоту, признано военным преступлением.

## В массовой культуре
- Широкую известность лазерное оружие получило после первого фильма гексалогии Джорджа Лукаса «Звёздные войны». Слова «давным-давно в далекой галактике» стали ассоциироваться с любым упоминанием о лазерных вариантах вооружения (лазерные мечи, пистолеты, автоматы и пулемёты).
- Также основанное на лазерах вооружение применялось и применяется практически во всех играх о будущем, а также о параллельных мирах и высокотехнологичных цивилизациях прошлого (так называемых «предтечах»).
- Описание и изображение лазерного оружия меняются у различных авторов и художников от непрерывного потока когерентного светового излучения, как в игре «Dawn of War», до оружия, похожего на бластеры из «Звёздных войн», с отдачей и отдельно летящими лучами с конечной скоростью полёта.
- Лазерное оружие и его подвиды используются в мультсериале «Рик и Морти».